# Terminus de la rue McGill

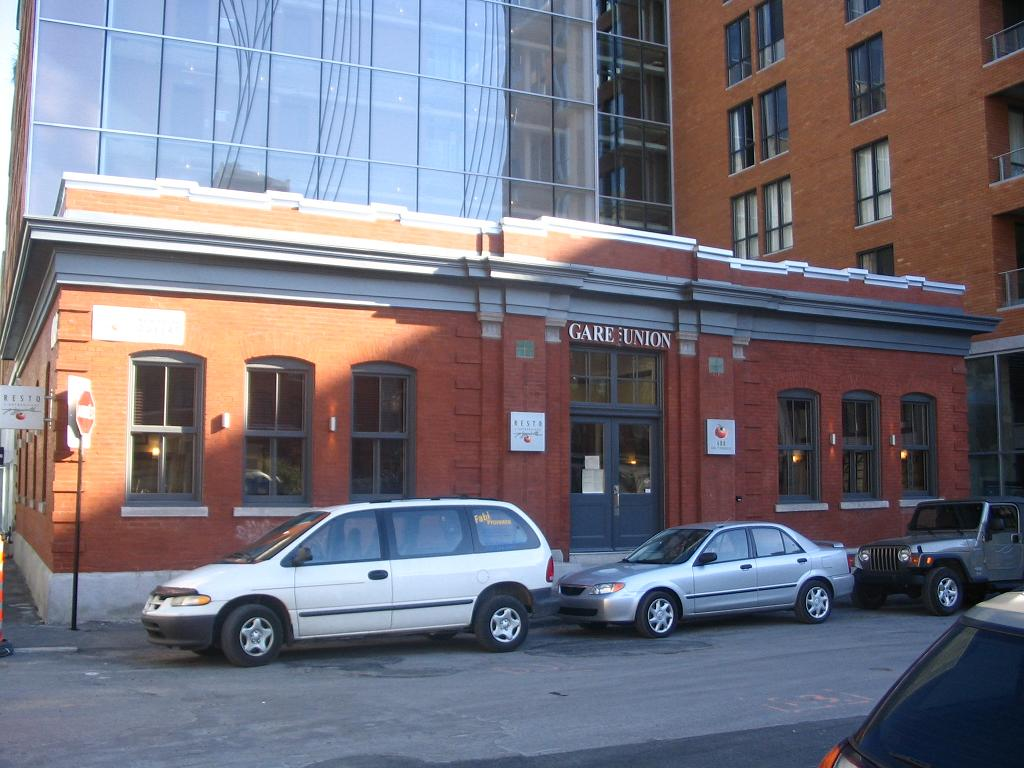
L'ancien terminus de la compagnie Montréal & Southern Counties à Montréal

Le terminus de la rue McGill est une ancienne gare de tramway interurbain (vicinal) à Montréal. Elle est située au coin des rues Marguerite-d'Youville et McGill. L'édifice sert aujourd'hui comme restaurant sous la bannière Pizzaiolle.
Les mots Gare Union ont été affichés au-dessus de l'entrée du bâtiment, même si ce nom ne lui a jamais été attribué. En plus, il n'y a jamais eu de gare Union à Montréal (une gare partagée par plusieurs compagnies ferroviaires — à Montréal, chaque compagnie disposait de sa propre gare).

## Historique
Le terminus de la rue McGill a été construit en 1909 par la compagnie Montreal & Southern Counties, qui était contrôlé par le Grand Tronc. Le terminus a été agrandi en 1923.
Cette même année, le Grand Tronc a fusionné avec le Canadien National (CN). Le CN a eu l'intention d'amener les trains de la M&SC plus près de son propre terminus, la Gare Bonaventure, mais ces plans ne se sont jamais concrétisés. Par contre, une correspondance était assurée sur la rue McGill avec le circuit 29-Outremont du tramway local de la Montreal Tramways.
La M&SC offrait un service de tramway interurbain et de banlieue vers des villes de la rive sud, dont Saint-Lambert, Longueuil, Greenfield Park et Granby. Ses trains traversaient le fleuve Saint-Laurent sur une plateforme latérale aménagée sur le pont Victoria, le tablier central de ce pont ferroviaire étant réservé aux trains de grandes lignes.
Le terminus a fermé en 1955, au moment où la voie de tramway sur le pont a été convertie en chaussée pour la circulation automobile, en prévision des modifications en vue d'enjamber la Voie maritime du Saint-Laurent.